# ميلان كريغتون
ميلان كريغتون (بالإنجليزية: Milan Creighton)‏ هو لاعب كرة قدم أمريكية أمريكي، ولد في 21 يناير 1908 في غوثينبورغ في الولايات المتحدة، وتوفي في 16 مايو 1998.